# Tywin Lannister
Tywin Lannister es un personaje de ficción de la saga Canción de hielo y fuego de George R. R. Martin y de su correspondiente adaptación televisiva, Game of Thrones. Tywin es el Señor de Roca Casterly, fortaleza y bastión de la Casa Lannister y Guardián del Occidente, reino ficticio de Poniente. Mano del Rey de los reyes Aerys II Targaryen, Joffrey Baratheon y Tommen Baratheon, Tywin es considerado uno de los principales antagonistas de la obra.
Tywin es interpretado por el actor Charles Dance en la serie Game of Thrones de la HBO, basada en la obra de George R. R. Martin.

## Concepción y diseño
En la obra, Tywin Lannister es representado como un hombre implacable y frío, que antepone el respeto y el beneficio de la Casa Lannister sobre cualquier cosa, incluyendo su propia familia. Tywin creció viendo como su gentil e influenciable padre era objeto de burlas y mofas y por ello desarrolló una desconfianza natural de las risas y un desprecio por la laxitud y el hedonismo personal. Desde el principio de la saga se nos pone de manifiesto que Tywin es un hombre que representa la frase «El fin justifica los medios»; la destrucción de las casas Reyne y Tarbeck como castigo a su rebelión o el asesinato de Robb Stark y Catelyn Tully en los sucesos de la Boda Roja para acabar con la guerra lo confirman.
El actor Charles Dance describe a Tywin: «Es un hombre de principios, quizá no de los tuyos o los míos, pero los mantiene y es consciente de su posición y del mundo que le rodea en la sociedad medieval que se basa Game of Thrones. No lo describiría como un mal tipo: es duro, implacable y serio».

Tywin te parece un hombre duro, pero es mucho más complicado que eso. Nuestro padre (Tytos) era gentil y amable, pero tan débil con sus vasallos que se reían de él, otros le desafiaban abiertamente o le pedían oro que no se molestaban en devolverlo. En la corte se robó hasta dejar a los leones sin dientes, incluso su propia amante le robó. Fue tarea de Tywin devolver a la Casa Lannister a su lugar, así como gobernar los reinos a la edad de 20 años. Llevó esa pesada carga durante casi 20 años y lo único que consiguió fue la envidia de un rey loco. En lugar del honor que merecía, le hicieron sufrir desaires más allá de lo que se cuenta; sin embargo, dio a los Siete Reinos paz, abundancia y justicia: él es un hombre justo.
Kevan Lannister a Tyrion Lannister

Tal y como apunta su hijo Tyrion, Tywin imponía respeto sin ni siquiera amenazar o castigar, tan solo con su presencia o su mirada. Admirado por sus hijos, temido por sus adversarios y respetado por sus súbditos, a lo largo de la obra se percibe que Tywin es un experto en el campo de la política, con un carácter controlador y calculador. Debido a esta fama, sus hijos trataron siempre de demostrar estar a la altura de su padre, sobre todo su hija Cersei quien le tenía como modelo a imitar. Pese a todo, ninguno de sus hijos llegó a satisfacer las elevadas cuotas de exigencia que Tywin tenía para ellos: Jaime era un guerrero experto y poseedor de gran carisma y belleza pero no estaba interesado en los asuntos de gobierno, Cersei sí que poseía las ganas de demostrar que era tan buen gobernante como su padre, pero no tenía ni la astucia ni las capacidades diplomáticas de su padre, por otro lado, Tyrion sí que demostró una astucia e inteligencia dignas de su progenitor, pero era despreciado por su padre por su enanismo que era símbolo de vergüenza para él, por su estilo de vida hedonista y por haber provocado la muerte de su esposa Joanna en el parto.

## Historia

### Antes de la saga

#### Primeros años
Tal y como se narra a lo largo de la obra y en la enciclopedia de la saga, El mundo de hielo y fuego, Tywin fue el hijo mayor de lord Tytos Lannister, señor de Roca Casterly. Su padre era un hombre de carácter gentil y deseoso de agradar, lo que causaba que sus vasallos se rieran de él a sus espaldas y no devolvieran el dinero que les prestaba.
Tywin fue enviado de niño como copero del rey Aegon V el Improbable donde conocería al futuro rey Aerys, con quien trabó amistad, y a Joanna, su prima y futura esposa.
Tras luchar en la Guerra de los Reyes Nuevepeniques, regresó a Roca Casterly, donde decidió ocuparse del gobierno en vista de la despreocupación y debilidad de su padre. Con Tywin, se limpiaron de bandidos las Tierras del Oeste y la mayoría de las Casas saldaron sus deudas económicas con los Lannister. Las únicas que no lo hicieron fueron las Casas Reyne y Tarbeck, que protagonizaron una rebelión contra los Lannister que se convertiría en una muestra de la implacabilidad de Tywin Lannister.
Cuando Aerys Targaryen subió al trono decidió nombrar como Mano del Rey a Tywin. A la muerte de Tytos en el año 267 DC, Tywin le sucedió como Señor de Roca Casterly y Guardián del Occidente.

#### Mano del Rey yRebelión de Robert
Aerys y Tywin gobernaron los Siete Reinos durante 15 años, proporcionando a los reinos paz y prosperidad. Sin embargo, dentro del ideario colectivo circulaba la idea de que era realmente Tywin y no Aerys quien gobernaba realmente los Siete Reinos; Aerys comenzó a desarrollar una personalidad cada vez más errática y paranoica que, junto a los celos que tenía por su Mano, acabaron desgastando la relación entre el rey y su Mano.
Las relaciones entre Tywin y Aerys se deterioraron definitivamente a raíz de varios acontecimientos donde el rey reveló el desprecio que mostraba hacia lord Tywin:
- Tywin se casó con su prima Joanna, por la que el rey se sentía atraído. Tal y como se relata en El mundo de hielo y fuego, Aerys II ofendió a Tywin en diversas ocasiones a costa de Joanna; durante la ceremonia de encamamiento se tomó «libertades» que ofendieron a Tywin; después de que Joanna falleciera en el parto de Tyrion, Aerys afirmó que «Los dioses querían enseñarle humildad a Tywin». Esta fue la primera ocasión en la que Tywin quiso renunciar a su cargo de Mano del Rey, pero Aerys lo rechazó.

- Durante un torneo que Tywin celebró en Lannisport en honor del hijo recién nacido del rey (Viserys Targaryen), Tywin le propuso casar a su hija Cersei con el príncipe Rhaegar Targaryen, lo que Aerys rehusó afirmando que: «un rey no casa a su hijo con la de un sirviente». Culminando la humillación para con Tywin, Aerys aceptó el ingreso de su hijo Jaime Lannister en la Guardia Real, aún sabiendo que era su hijo mayor y heredero.

Harto de sufrir desprecios de un rey al que había servido con devoción y efectividad, Tywin presentó su renuncia como Mano del Rey, lo que Aerys finalmente aceptó.
Al estallar la Rebelión de Robert, Tywin y la Casa Lannister se mantuvieron neutrales en el conflicto. Solo tras la Batalla del Tridente Tywin decidió que los Targaryen estaban acabados y llevó sus huestes hasta Desembarco del Rey proclamando su lealtad al rey. Creyendo que llegaban en su auxilio, el rey les abrió las puertas de la ciudad, desatándose entonces un brutal saqueo de la ciudad. Por orden de Tywin, los pequeños príncipes Aegon y Rhaenys fueron asesinados, como forma de asegurar el trono para Robert Baratheon. El rey Aerys sería asesinado por ser Jaime. Como forma de consolidar la alianza entre los Lannister y el nuevo Rey de los Siete Reinos, Robert tomó como esposa a Cersei, la hija de lord Tywin.

### Juego de tronos
Tywin Lannister se establece en Roca Casterly. Cuando escucha que su hijo Tyrion ha sido arrestado por Catelyn Tully, se toma esto como una ofensa hacia su familia e invade las Tierras de los Ríos en represalia. Ser Gregor Clegane, bajo órdenes de Tywin, organiza razias por todas las Tierras de los Ríos. El objetivo de Tywin era atraer a Eddard Stark, esposo de Catelyn y Mano del Rey, a combatir contra las tropas, capturarlo e intercambiarlo por su hijo Tyrion. Pero Lord Stark estaba herido, de modo que envió a Beric Dondarrion a liderar la partida de castigo contra Ser Gregor.
Las tropas Lannister, dirigidas por Jaime Lannister, ponen asedio sobre Aguasdulces, el bastión de la Casa Tully. Tyrion regresa con su padre después de ser liberado y este lo envía a combatir en la Batalla del Forca Verde, donde las huestes de Tywin vencen a las norteñas dirigidas por Roose Bolton. Sin embargo, este ataque era una distracción, y mientras tanto, Robb Stark había liberado el asedio sobre Aguasdulces y capturado a Ser Jaime. Por otra parte, la muerte del rey Robert Baratheon provoca el ascenso de su hijo Joffrey Baratheon (quien en realidad es fruto de la relación incestuosa que mantienen Jaime y Cersei) que nombra como Mano del Rey a Tywin, después ordena ejecutar a Lord Eddard Stark. Tywin decide quedarse en las Tierras de los Ríos para luchar contra Robb Stark y envía a su hijo Tyrion a Desembarco del Rey para que actúe como Mano del Rey en funciones.

### Choque de reyes
Tywin se asienta en Harrenhal mientras planea cómo combatir a Robb Stark, el cual ha invadido las Tierras del Occidente y tomado varios bastiones de casas leales a los Lannister. La derrota de un ejército Lannister en la Batalla del Cruce de Bueyes hace que Tywin abandone Harrenhal y parta en su persecución. Mientras tanto, una ofensiva sobre Aguasdulces es repelida por Edmure Tully, nuevo Señor de Aguasdulces y cabeza de la Casa Tully. Esto evitó que la estratagema de Robb Stark tuviera éxito, que trataba de arrinconar a los ejércitos de Tywin. Esta derrota permite que Tywin se retire hacia Desembarco del Rey, se alíe con la Casa Tyrell y derrote a Stannis Baratheon en la Batalla del Aguasnegras. Tras la victoria que supuso la salvación de Desembarco del Rey, Tywin es aclamado como «Salvador de la ciudad» y comienza a ejercer de forma efectiva su cargo de Mano del Rey.

### Tormenta de espadas
Tywin comienza a ejercer el verdadero gobierno: instala a su hijo Tyrion como Consejero de la Moneda, evita que tanto el rey Joffrey como Cersei participen en asuntos de gobierno y después casa a Tyrion con Sansa Stark antes de que los Tyrell puedan casarla con Willas Tyrell, heredero de Altojardín. También planea el matrimonio de Cersei con el propio Willas Tyrell, pero Lord Mace Tyrell, bajo el consejo de su madre Olenna, se niega.
En un movimiento maestro para acabar con la Guerra de los Cinco Reyes, Tywin se aprovecha de que Robb Stark ha roto su compromiso matrimonial con una de las hijas de Lord Walder Frey para que este lo traicione. Logrando pactar también con Roose Bolton y la madre de Jeyne Westerling (esposa de Robb Stark), el propio Robb Stark, parte de los señores norteños y la mayoría de su ejército son asesinados en Los Gemelos durante la boda de Edmure Tully con Roslin Frey, una de las hijas de Lord Walder, en un episodio que se conocería como «La Boda Roja». Tras eso, Roose Bolton fue proclamado Guardián del Norte, Petyr Baelish ocupó el lugar de los Tully como Señor Supremo del Tridente y los Lannister emergían como vencedores de la guerra.
Ante la inminente boda del rey Joffrey con Margaery Tyrell, Tywin utiliza el mandoble de acero valyrio de la Casa Stark, Hielo, para forjar dos espadas: una es entregada al rey Joffrey que recibe el nombre de Lamento de Viuda, mientras que la otra se le da a Jaime que le da el nombre de Guardajuramentos. 
El rey Joffrey será envenenado en el banquete nupcial y Tyrion Lannister es acusado de su asesinato. Tywin dirige el juicio contra su hijo junto a Mace Tyrell y el príncipe Oberyn Martell de Dorne. Tyrion demandará un juicio por combate, pero su campeón, el mismo príncipe Oberyn, es derrotado y asesinado y Tyrion es condenado a muerte. Pero Tyrion es liberado de su celda por su hermano Jaime y llega hasta las estancias de Tywin, donde descubre a su examante Shae en la cama de su padre. Tras asesinar a Shae, Tyrion coge una ballesta y confronta a Tywin mientras este se hallaba en el excusado. Tyrion reprende a su padre por condenarle a muerte pese a saber que era inocente y por organizar la violación y engañarle sobre su esposa Tysha, y después le dispara, matando a Tywin.

### Festín de cuervos
Tywin es velado en el Gran Septo de Baelor en un gran funeral de Estado. Sus restos se pudren rápidamente causando un fétido olor en la estancia. El cuerpo de Tywin es llevado hasta Roca Casterly por una comitiva dirigida por su hermano Kevan Lannister donde recibe sepultura.

## Adaptación televisiva

### Primera temporada
El personaje de Charles Dance debuta en el episodio Ganas o mueres. Tras el arresto de su hijo Tyrion a manos de Catelyn Tully, Tywin dirige a sus ejércitos hacia las Tierras de los Ríos, con el propósito de castigar a los Tully por su acción. Lord Tywin se reúne con su hijo Jaime (Nikolaj Coster-Waldau) después de que este atacara a Eddard Stark y huyera de la capital, recriminándole que no acabara con él. Tywin insiste en que debe convertirse en el hombre que siempre ha necesitado que sea, con el objetivo de que puedan establecer una dinastía que dure miles de años.

En poco tiempo yo habré muerto, y tú, y tu hermano, y tu hermana y todos sus hijos... todos moriremos y nos pudriremos en la tierra. El apellido de la familia es lo que pervive, es todo cuanto pervive.
Tywin a su hijo Jaime

Tywin se reencuentra con Tyrion (Peter Dinklage), que ha conseguido fugarse. Se hallan en los prolegómenos de la Batalla del Forca Verde. Los ejércitos Lannister triunfan, sin embargo, Robb Stark ha partido al Sur y ha derrotado y capturado a Jaime en los alrededores de Aguasdulces. Los señores de lord Tywin se hallan confusos sobre qué hacer a continuación. Mientras tanto, el rey Robert ha muerto y su nieto, Joffrey Baratheon, es el nuevo Rey de los Siete Reinos. Tywin decide enviar a Tyrion a Desembarco del Rey con el objetivo de que sirva de Mano del Rey y meta en vereda al pequeño Joffrey.

### Segunda temporada
Lord Tywin llega a Harrenhal, desde donde pretende dirigir los esfuerzos de los Lannister en la guerra contra Robb Stark. Nada más llegar identifica a un prisionero que se hace pasar por hombre: es la pequeña Arya Stark (Maisie Williams), hija del difunto lord Eddard Stark y hermana del propio Robb. Tywin la toma como su copera, trabando confianza con la pequeña muchacha, que demuestra ser inteligente, atrevida y resolutiva.
Ante la noticia de que Stannis Baratheon acude a Desembarco del Rey, lord Tywin se pone en marcha rumbo a la capital. Con la ayuda de las tropas de la Casa Tyrell, los Lannister derrotan a Stannis en la Batalla del Aguasnegras.

### Tercera temporada
Lord Tywin es proclamado como «Salvador de la Ciudad», ocupando el cargo de Mano del Rey que anteriormente le había encargado a su hijo Tyrion. Este le reclama que sea proclamado su heredero sobre el señorío de Roca Casterly, a lo que Tywin se niega. Posteriormente, durante una reunión del Consejo Privado, le nombra nuevo Consejero de la Moneda, ante la inminente boda del rey Joffrey con Margaery Tyrell.
Tras enterarse de que los Tyrell planeaban hacerse con Sansa Stark, Tywin decide pactar nuevos matrimonios para sus hijos, en orden de asegurar la frontera norte y la sur: Cersei (Lena Headey) se casará con Loras Tyrell, mientras que Tyrion lo hará con la propia Sansa. Ninguno de sus vástagos queda satisfecho con la decisión de su padre. Lord Tywin pacta el matrimonio con Olenna Tyrell (Diana Rigg), amenazando con hacer ingresar a Loras en la Guardia Real si rehúsa. Durante la boda entre Tyrion y Sansa el primero se niega a consumar el matrimonio, pese a la insistencia de su padre.

No desconfío de ti porque seas mujer, desconfío porque no eres tan lista como te crees.
Tywin a su hija Cersei

Durante una sesión del Consejo Privado se les informa de los sucesos de la Boda Roja, donde Robb Stark y su madre son masacrados, y provocando que los Lannister emerjan como vencedores de la guerra. Tyrion no desaprueba las tácticas de su padre, pero sigue sin querer consumar con su recién estrenada esposa.

### Cuarta temporada
La cuarta temporada se abre con Tywin portando el mandoble de acero valyrio de la Casa Stark, Hielo, forjando con él dos nuevas espadas: Lamento de viuda (regalo de boda para Joffrey) y Guardajuramentos. Jaime, ahora de vuelta a Desembarco del Rey, rehúsa renunciar a su cargo de Lord Comandante de la Guardia Real; Tywin responde afirmando que a partir de entonces no lo considerará hijo suyo.
El rey Joffrey resulta envenenado durante su boda con Margaery, por lo que el Trono de Hierro pasa a manos del aún más joven Tommen Baratheon (Dean-Charles Chapman). Tywin sospecha de Oberyn Martell (Pedro Pascal), recién llegado a la capital y del que es conocida su animadversión por los Lannister. Tratando de ganarse su favor, le ofrece un lugar en el Consejo Privado y le nombra juez del tribunal que juzgará a Tyrion, principal sospechoso del asesinato de Joffrey.
Con el objetivo de evitar que Tyrion sea condenado, Jaime le promete a su padre renunciar a su puesto en la Guardia Real para ser su heredero si a cambio a Tyrion se le perdona la vida; Tywin acepta, si Tyrion se declara culpable y consiente en unirse a la Guardia de la Noche. En el juicio, al observar cómo su amante Shae miente ante el tribunal, Tyrion rehúsa seguir con el plan y demanda un juicio por combate. Sin embargo, su campeón, el propio Oberyn, pierde ante el de Cersei, por lo que Tyrion es condenado a muerte.
Tyrion es liberado gracias a Jaime, infiltrándose en los aposentos de la Mano del Rey. Primero descubre a Shae en la cama de su padre, acabando con ella. Después toma una ballesta y sorprende a Tywin en su letrina; recriminándole el hecho de que durante toda su vida haya intentado deshacerse de él, Tyrion le dispara a Tywin en el vientre.

### Quinta temporada
El personaje de Tywin hace un cameo en el primer episodio de la quinta temporada. Su cuerpo es velado en el Gran Septo de Baelor, donde recibe un funeral acorde a su posición y méritos. Cersei culpa a Jaime de la muerte de Tywin, afirmando que de no haber liberado a Tyrion nada de esto hubiera sucedido.